# Uzan, Pyrénées-Atlantiques
 Uzan  là một xã thuộc tỉnh Pyrénées-Atlantiques trong vùng Nouvelle-Aquitaine miền tây nam nước Pháp.